# Wamba (kommun i Spanien, Kastilien och Leon, Provincia de Valladolid, lat 41,68, long -4,91)
Wamba är en kommun i Spanien.   Den ligger i provinsen Provincia de Valladolid och regionen Kastilien och Leon, i den centrala delen av landet, 170 km nordväst om huvudstaden Madrid. Antalet invånare är 355.